# Salomé Mugabe
Salomé Mugabe (* 2. August 1989 in Maputo) ist eine mosambikanische Kugelstoßerin und Diskuswerferin.

## Sportliche Laufbahn
Erste internationale Erfahrungen sammelte Salomé Mugabe bei den Afrikaspielen 2011 in Maputo, bei denen sie im Siebenkampf antrat, ihren Wettkampf aber nicht beenden konnte. Vier Jahre darauf nahm sie erneut an den Afrikaspielen in Brazzaville teil und belegte mit 13,74 m den vierten Platz im Kugelstoßen. Im Jahr darauf erreichte sie bei den Afrikameisterschaften in Durban mit 14,31 m Rang sieben und wurde im Diskuswurf mit 42,43 m Zehnte. 2018 nahm sie erstmals an den Commonwealth Games im australischen Gold Coast teil und belegte dort mit 14,98 m bzw. 45,72 m je den elften Platz. Im August wurde sie bei den Afrikameisterschaften in Asaba mit 15,21 m Vierte im Kugelstoßen.

## Persönliche Bestleistungen
- Kugelstoßen: 15,63 m, 12. April 2018 in Gold Coast (Mosambikanischer Rekord)
- Diskuswurf: 45,72 m, 12. April 2018 in Gold Coast
- Speerwurf: 39,39 m, 19. Februar 2011 in Potchefstroom (Mosambikanischer Rekord)